# DEN-1
El DEN-1 es un serotipo del virus del dengue que corresponde a una población de cepas agrupadas en cinco genotipos. Los virus se transmiten al hombre a través de picadura de mosquitos del género Aedes aegypti y la infección puede resultar asintomática o en un síndrome febril de severidad variada. La mayoría de los enfermos desarrollan la forma
leve o dengue clásico DC y algunos la hemorrágica DH que puede llevar a la muerte cuando se acompaña del síndrome de choque hipovolémico (DH/SCH). Los individuos que con mayor frecuencia sufren DH/SCH han tenido una infección anterior por un serotipo diferente del virus. Numerosas evidencias demuestran que los anticuerpos de la infección primaria se unen al virus de la secundaria formando un complejo que es fagocitado por el macrófago a través del receptor Fcγ. Como consecuencia más células resultan infectadas liberándose mayores niveles de citoquinas y mediadores químicos que incrementan la permeabilidad vascular. No obstante, casos de DH/SCH ocurren por infección primaria y esto depende principalmente del serotipo.